# 21 mai 1927
Le samedi 21 mai 1927 est le 141e jour de l'année 1927.

## Naissances
- Bill Holman (mort le 7 mai 2024), saxophoniste et arrangeur de jazz américain
- Hans Bruggeman (mort le 15 octobre 2016), politicien néerlandais
- Iulian Mincu (mort le 31 juillet 2015), homme politique roumain
- Jacques Guerrier de Dumast (mort le 6 mai 2017),banquier français
- Kay Kendall (morte le 6 septembre 1959), actrice britannique
- Marcel Esdras (mort le 13 novembre 1988), homme politique français
- Pierre-François Aleil  (mort le 29 novembre 2013), historien français
- Tomás Segovia (mort le 7 novembre 2011), poète espagnol

## Événements
- L'Américain Charles Lindbergh effectue la première traversée de l'Atlantique nord sans escale entre New York et Paris le Bourget, à bord d'un Ryan, baptisé Spirit of St. Louis. Le vol, effectué sans radio, uniquement « aux instruments », dure 33 heures 30 minutes pour un parcours d'environ 5 780 km. Lindbergh empoche les 25 000 dollars du « Prix Orteig » et connaît un triomphe considérable à Paris, à New York puis dans toute l'Europe[1].